# 西村朝日太郎
西村 朝日太郎（にしむら あさひたろう、1909年12月21日 - 1997年10月27日）は、日本の文化人類学者、海洋民族学者。早稲田大学文学部教授。実父は、歴史学者、考古学者、文化人類学者、民俗学者の西村眞次。雅号は、跳白亭濤如。

## 来歴
東京府牛込区（現東京都新宿区）新小川町に生まれる。長男として出生当時、父眞次が朝日新聞社に勤務していたことから、「朝日太郎」と命名される。早稲田大学で人類学を修めた後、1939年に同大学文学部西洋史学科を優等賞で卒業。東亜研究所所員、日本民族学会附属研究所研究員を経て、1946年から母校の早稲田大学にて教鞭を執る。1956年8月、東京教育大学（現筑波大学）にて文学博士号を取得。この間、1946年5月から1949年5月まで、国立国会図書館創立事務にも携わる。
1957年11月にタイのバンコク開催された第9回太平洋学術会議に出席した前後から、海洋文化の調査研究を開始。1960年には日本民族学協会第二次東南アジア稲作文化調査団の一員として、インドネシアのジャワ島東部の漁村でフィールドワークに従事。なお、同漁村では、1974年にも文部省科学研究費による再調査を実施している。1963年度、渋沢敬三死去を受けて、九学会連合会長。1966年2月から10月まで、アメリカ合衆国のセントルイス・ワシントン大学客員教授。1980年に早稲田大学を定年退職後は、早稲田大学名誉教授、東海大学特任教授となる。甥に批評家・作家・ジャーナリストの西村幸祐がいる。
1997年10月27日死去。87歳没。墓所は多磨霊園。

## 栄典
正三位（1998年）勲三等瑞宝章（1981年）

## 人物・業績
- 謹厳実直、峻厳な性格のためか、父眞次が多くの後進を育てたのとは対照的に、弟子は余りとらなかった[9]。しかし、少数ながらも、畑中幸子、下田直春、木山英明、安倍与志雄、高桑守史、高桑史子、矢野敬生、岸上伸啓、岩淵聡文などの教え子がその研究室からは巣立っていった[10]。単位認定が非常に厳しく「カフカ（可不可）先生」と呼ばれたり、学部新入生に対しても大学院と同じ内容をドイツ語の文献を使って講義するなど、豪放磊落な人柄に拠るエピソードは枚挙に暇がない[9]。
- 文化人類学、とくに海洋民族学の世界的権威として知られているが、漁撈文化研究の端緒は、1957年に行われた水産庁水産資料館長桜田勝徳との意見交換であった[11]。その海洋文化調査は、有明海、豊前海、児島湾、南西諸島はもとより、タイ、ベトナム、カンボジア、ジャワ島、バンダ海、台湾、スリランカ、ハワイ、ネパールの他、果ては、イギリス南西部やドイツ北部のブレーマーハーフェン近辺、ポーランドにまで及ぶことになる[11]。
- 父眞次は古代船舶の研究でも国際的に著名で[12]、親子2代にわたり海の文化を研究することになった[11]。なかでも、西村朝日太郎は石干見と潟スキーにもっとも強い関心を寄せ続けており、1986年に実施したフランス西部のレ島における石干見調査が、生涯最後のフィールドワークとなった。一方、その海洋文化研究の陰に隠れてはいるが、文化人類学の理論研究、学史研究、法文化人類学（英語版）、インドネシアの民族誌学でも顕著な業績を残している。
- 沖縄政財界の重鎮であった稲嶺一郎は義兄にあたり、沖縄県知事を務めた稲嶺惠一は甥である。こうした関係により、西村朝日太郎は戦後のごく早い時期から、南西諸島でのフィールドワークに成功する。当時、早稲田大学文学部の学生であった小渕恵三は、政治家になるためのスキル獲得のため、海外視察を熱望していた。相談を受けた西村朝日太郎は、まずは最初の訪問地としてアメリカ施政権下の沖縄を勧め、稲嶺一郎を紹介した。小渕恵三が終生、沖縄に強い思いを寄せて、沖縄サミット開催を決断した背景には、この最初の「外国」訪問がある[要出典]。

## 著書
単著
- 『馬来編年史研究』東亜研究所、1941年
- 『葡萄牙領チモール概観』東亜研究所、1942年
- 『文化人類学論攷』日本評論新社、1959年
- 『人類学的文化像：貫削木と聖庇の基礎的研究』吉川弘文館、1960年
- 『A Preliminary Report on Current Trends in Marine Anthropology』早稲田大学、1973年
- 『海洋民族学：陸の文化から海の文化へ』日本放送出版協会、1974年
- 『海洋民族学論攷』（小川博編）岩田書院、2003年

共著
- 『日本民俗文化大系10：西田直二郎・西村眞次』（柴田實と共著）講談社、1978年

翻訳
- E. M. ローブ『スマトラの民族』上・下（宇野円空、杉浦健一と共訳） 東亜研究所、1943・1944年
- G. エリオット・スミス（英語版）『文明の起源』角川文庫、1953年

主要論文
- Nishimura, A., 1969, 'The Most Primitive Means of Transportation in Southeast and East Asia' - Asian Folklore Studies, vol.28, NDLJP:10208477.
- 西村朝日太郎「漁具の生ける化石 石干見の法的諸関係」（PDF）『比較法学』第5巻第1号、早稲田大学、1969年4月、73-116,図1枚、ISSN 04408055。
- 西村朝日太郎「漁業権の原初形態:インドネシアを中心として」（PDF）『比較法学』第14巻第1号、早稲田大学、1979年6月、1-88頁、ISSN 04408055。
- 西村朝日太郎「生きている漁具の化石 : 沖縄宮古群島におけるkakiの研究」『民族學研究』第44巻第3号、日本文化人類学会、1979年、223-259頁、doi:10.14890/minkennewseries.44.3_223、ISSN 2424-0508。
- Nishimura, A., 1981, 'Maritime Counterpart to Megalithic Culture on Land' - Journal de la Société des Océanistes, vol. 37.

記念論文集
- 『歴史的文化像：西村朝日太郎博士古稀記念』（蒲生正男、下田直春、山口昌男編）新泉社、1980年